# Marcantonio Barbarigo
Marcantonio (o Marco Antonio) Barbarigo (Venezia, 6 marzo 1640 – Montefiascone, 26 maggio 1706) è stato un cardinale e arcivescovo cattolico italiano.

## Biografia
Nacque a Venezia il 6 marzo 1640 da una famiglia nobile e a 25 anni entrò a far parte del Maggior Consiglio. Una volta divenuto sacerdote svolse inizialmente il suo ministero nella parrocchia di San Nicolò dei Mendicoli e poi come canonico cattedrale a Padova, dove fu chiamato dal suo parente Gregorio Barbarigo. A Padova Marcantonio si laureò in giurisprudenza.
Alla morte di papa Clemente X, accompagnò Gregorio Barbarigo a Roma per partecipare al conclave del 1676. Il nuovo papa, Innocenzo XI, invitò i due Barbarigo a trattenersi a Roma e creò Marcantonio arcivescovo di Corfù: fu consacrato da Gregorio in Santa Maria in Vallicella il 26 giugno 1678.
A Corfù riformò il clero, istituì il seminario e si dedicò alla predicazione e promosse le opere di carità, anche in favore degli appestati durante l'epidemia del 1684 tra i marinai veneti. Entrato in conflitto con Francesco Morosini, si recò a Roma in cerca di sostegno ma durante la sua assenza il senato veneto gli confiscò tutti i beni.
Papa Innocenzo XI gli concesse un appartamento nel Palazzo della Cancelleria e lo elevò al rango di cardinale nel concistoro del 2 settembre 1686. Rimase a Roma dove fu membro delle congregazioni del Concilio, di Propaganda e dei Vescovi e regolari.
Vescovo di Montefiascone e Corneto dall'ottobre 1687, promosse una riforma della diocesi disponendo che in ogni paese venissero predicate le missioni e che in ogni parrocchia vi fosse una scuola della dottrina cristiana: a tale scopo, stabilì con la religiosa Rosa Venerini la congregazione delle Maestre Pie, per la direzione delle scuole nei paesi della diocesi, e la congregazione del Divino Amore, che univano all'insegnamento la pratica della clausura.
Morì il 26 maggio 1706 all'età di 66 anni.

## Genealogia episcopale e successione apostolica
La genealogia episcopale è:
- Cardinale Guillaume d'Estouteville, O.S.B.Clun.
- Papa Sisto IV
- Papa Giulio II
- Cardinale Raffaele Riario
- Papa Leone X
- Papa Paolo III
- Cardinale Francesco Pisani
- Cardinale Alfonso Gesualdo
- Papa Clemente VIII
- Cardinale Pietro Aldobrandini
- Cardinale Laudivio Zacchia
- Cardinale Antonio Barberini, O.F.M.Cap.
- Cardinale Marcantonio Bragadin
- Cardinale Gregorio Barbarigo
- Cardinale Marcantonio Barbarigo

La successione apostolica è:
- Vescovo Tommaso Caracciolo, O.S.B. (1687)
- Cardinale Giovanni Francesco Negroni (1687)
- Vescovo Bartolomeo Rosa (1688)
- Vescovo Domenico Morelli (1688)
- Vescovo Alessandro Avio (1688)
- Vescovo Giorgio Barni (1688)
- Arcivescovo Vittorio Priuli, C.R.L. (1689)
- Vescovo Alberto Sebastiano Botti Blotto, O.Carm. (1689)
- Vescovo Carlo de Tilly (1692)
- Vescovo Francesco Antonio Triveri, O.F.M.Conv. (1692)
- Vescovo Giovanni Tommaso Rovetta, O.P. (1693)
- Vescovo Innocenzo Milliavacca, O.Cist. (1693)
- Vescovo Valeriano Chierichelli (1694)
- Vescovo Pietro Alessandro Procaccini (1695)
- Vescovo Joseph Simeon Cavagnini (1695)
- Vescovo Vincenzo degl'Atti (1695)
- Vescovo Giovanni Giuseppe Camuzzi (1695)
- Vescovo Andrea Ariani (1697)
- Vescovo Juan Lorenzo Ibáñez de Arilla, O.E.S.A. (1697)
- Vescovo Francesco Antonio Volturale (1697)
- Vescovo Luigi Ruzini (1698)
- Arcivescovo Stefano Cupilli, C.R.S. (1699)
- Vescovo George Witham (1703)
- Vescovo James Gordon (1706)